# 天条令状
天条令状或谴责令（希伯來語：חֵרֶם）是犹太社区中对个人最高的教会谴责。它是将一个人完全排斥出犹太社区的行为。这种排斥形式类似于天主教会中的“绝罚”。历史上知名的相关事件包括针对巴魯赫·斯賓諾莎以及针对包括托洛茨基和季诺维也夫在内的犹太人布尔什维克的天条令状。